# Contea di Wusheng
La contea di Wusheng (武胜县S, Wǔshèng XiànP) è una contea della Cina, situata nella provincia di Sichuan e amministrata dalla prefettura di Guang'an.